# ランサローテ空港
ランサローテ空港（らんさろおて くうこう、英語: Lanzarote Airport, (IATA: ACE, ICAO: GCRR) , スペイン語: Aeropuerto de Lanzarote）は、スペイン・カナリア諸島・ランサローテ島にある空港。アレシフェ空港(英語: Arrecife Airport)としても知られる。ランサローテ島の中心都市であるアレシフェの南西5kmのサン・バルトロメに位置する。国内線のみならず国際線も多く運航されており、毎年数十万人の観光客を受け入れる。2012年の旅客数は5,168,775人だった。

## 歴史
カナリア諸島内の他の島やスペイン本土と連絡するため、また航空機の燃料補給地点とするために、1930年代にランサローテ島に飛行場が必要とされ、グアシメタ平原に飛行場が建設された。1941年7月24日、Ju 52 EC-DAMが初めてグアシメタ飛行場に着陸した航空機となった。スペイン空軍は防御目的での恒久的な飛行場の必要性を認識し、アレシフェに新たな飛行場が建設された。この飛行場は1946年に暫定的に民間機を受け入れ、滑走路の延長やランプスペースの追加などの改善が行われた。
管制センターと同時に新ターミナルが建設され、1970年3月3日に国際線・国内線の運航が開始された。グアシメタ・ターミナルの売りはカエサル・マニケによって描かれた「ランサローテ」という題の壁画である。空港の利用拡大とともに施設の改善が必要とされ、距離測定装置(DME)、計器着陸装置(ILS)、超短波全方向式無線標識(VOR)などの設備が滑走路03/21に導入された。新しく滑走路の照明が設置され、消防署が新設された。1999年には新ターミナル（ターミナル1）がオープンし、このターミナルは年間600万人を受け入れることができる。その後旧来のターミナル（ターミナル2）がリニューアルされ、スペイン本土便やカナリア諸島間の便に使用されている。

### 航空博物館
ランサローテ島の航空遺産に対する観光客・地元住民それぞれからの関心に応じて、2002年にはグアシメタのターミナルが航空博物館となった。この博物館は島の航空の歴史について包括的かつ詳細に知ることができ、映像資料も存在する。

## 就航会社と就航地
出典 : Aena
| 航空会社                            | 就航地 | ターミナル |
| ----------------------------------- | --- | ---------- |
| エアリンガス                        | コーク、ダブリン 季節運航: シャノン | 1          |
| エア・ヨーロッパ                    | ビルバオ、マドリード 季節運航: チャーター: コーク（2014年5月4日就航再開） | 1          |
| アークフライ                        | アムステルダム | 1          |
| ビンテル・カナリアス & NAYSA        | グラン・カナリア、テネリフェ・ノルテ | 2          |
| ブリティッシュ・エアウェイズ        | ロンドン＝ガトウィック | 1          |
| カナリーフライ                      | グラン・カナリア | 2          |
| Condor                              | ベルリン＝シェーネフェルト、デュッセルドルフ、フランクフルト、ハンブルク、ライプツィヒ/ハレ、ミュンヘン、パーダーボルン、シュトゥットガルト 季節運航: ハノーファー | 1          |
| イージージェット                    | リヴァプール、ロンドン＝ガトウィック | 1          |
| エーデルワイス航空                  | チューリヒ | 1          |
| Enter Air                           | ブィドゴシュチュ、ワルシャワ | 1          |
| Europe Airpost                      | ダブリン | 1          |
| ゲルマニア                          | 季節運航: ブレーメン | 1          |
| イベリア航空                        | マドリード | 1          |
| イベリア航空 運航はエア・ノストラム | セビリア、バレンシア | 1          |
| イベリア・エクスプレス              | マドリード | 1          |
| TUIフライ・ベルギー                 | ブリュッセル | 1          |
| Jet Time                            | ビルン | 1          |
| ジェット2                           | ベルファスト、ブラックプール、イースト・ミッドランド、グラスゴー国際、リーズ・ブラッドフォード、マンチェスター、ニューカッスル | 1          |
| ルクスエア                          | 季節運航: ルクセンブルク | 1          |
| ノルウェー・エアシャトル            | オスロ 季節運航:: ストックホルム＝アーランダ | 1          |
| Privilege Style 運航はSwiftair      | 季節運航: チャーター: リスボン, ポルト | 1          |
| ライアンエアー                      | バルセロナ＝エル・プラット、パリ＝ボーヴェ、ベルガモ、バーミンガム、ボローニャ、ボーンマウス、ブリストル、シャルルロワ、コーク、ダブリン、イースト・ミッドランド、エディンバラ、グラスゴー、ハーン、カールスルーエ＝バーデン・バーデン（2014年4月3日就航） ノック、リーズ・ブラッドフォード、リヴァプール、ロンドン＝ルートン、ロンドン＝スタンステッド、マドリード、マンチェスター、サンティアゴ・デ・コンポステーラ、セビリア、シャノン、ヴェーツェ 季節運航: バリャドリッド、サラゴサ | 1          |
| トーマス・クック航空                | ベルファスト、バーミンガム、ブリストル、カーディフ、グラスゴー国際、ロンドン＝ガトウィック、ロンドン＝スタンステッド、マンチェスター、ニューカッスル | 1          |
| TUIエアウェイズ                     | バーミンガム、ブリストル、カーディフ、ドンカスター＝シェフィールド、ダブリン、イースト・ミッドランド、エセスター、グラスゴー国際、ロンドン＝ガトウィック、ロンドン＝ルートン、ロンドン＝スタンステッド, マンチェスター、ニューカッスル, 季節運航: ベルファスト, ボーンマウス | 1          |
| トランサヴィア航空                  | アムステルダム、フローニンゲン（2014年11月1日就航） | 1          |
| トラベル・サービス航空              | ダブリン、プラハ 季節運航: ノック | 1          |
| TUIフライ・ドイッチュラント         | デュッセルドルフ、フランクフルト、ハノーファー, ミュンヘン、シュトゥットガルト 季節運航: ハンブルク | 1          |
| TUIフライ・ノルディック             | ベルゲン、ヨーテボリ＝ランドヴェッテル、ヘルシンキ、マルメ、オスロ、ストックホルム | 1          |
| ブエリング航空                      | バルセロナ＝エル・プラット、ビルバオ | 1          |

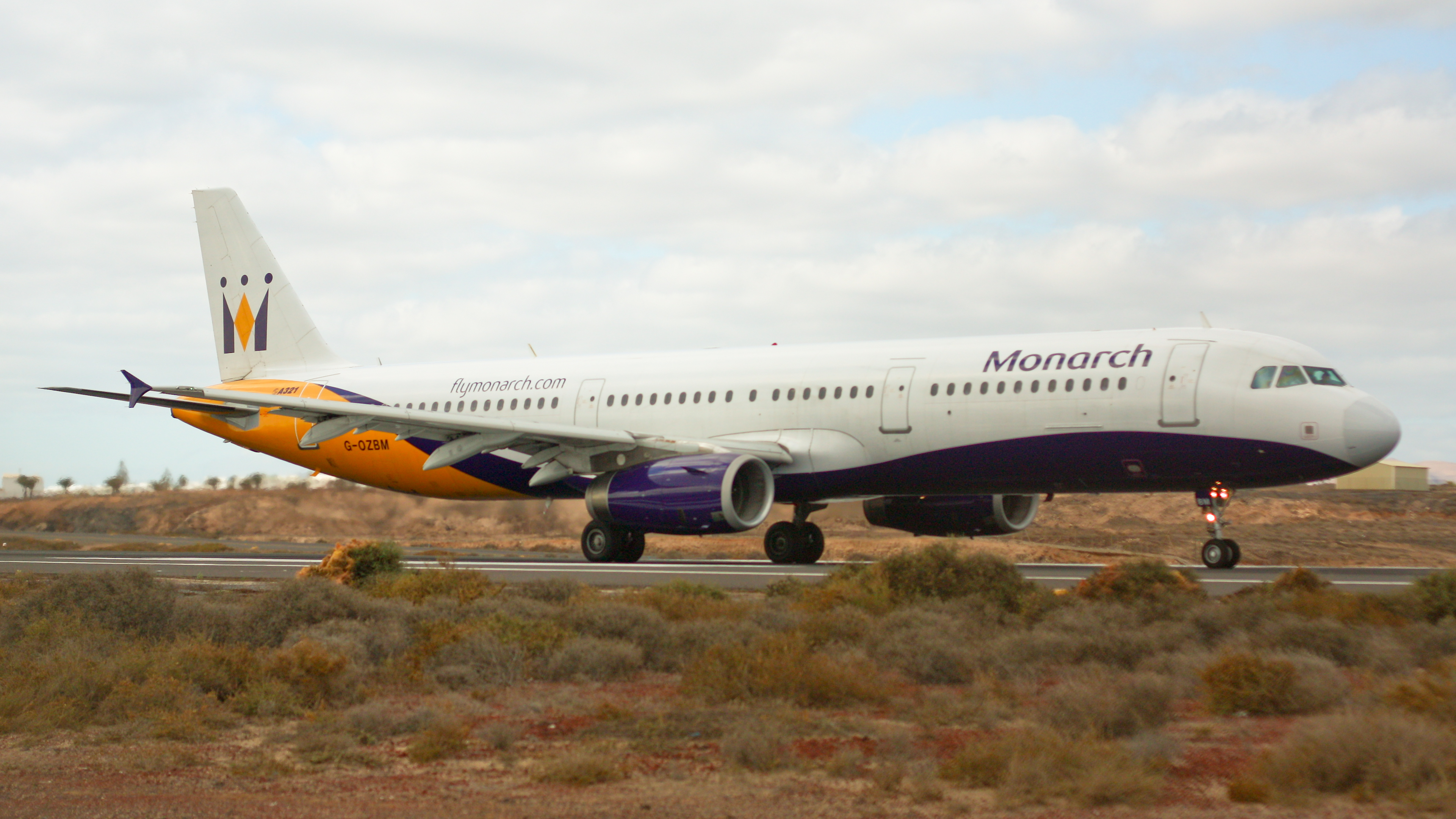
モナーク航空のエアバスA321-200
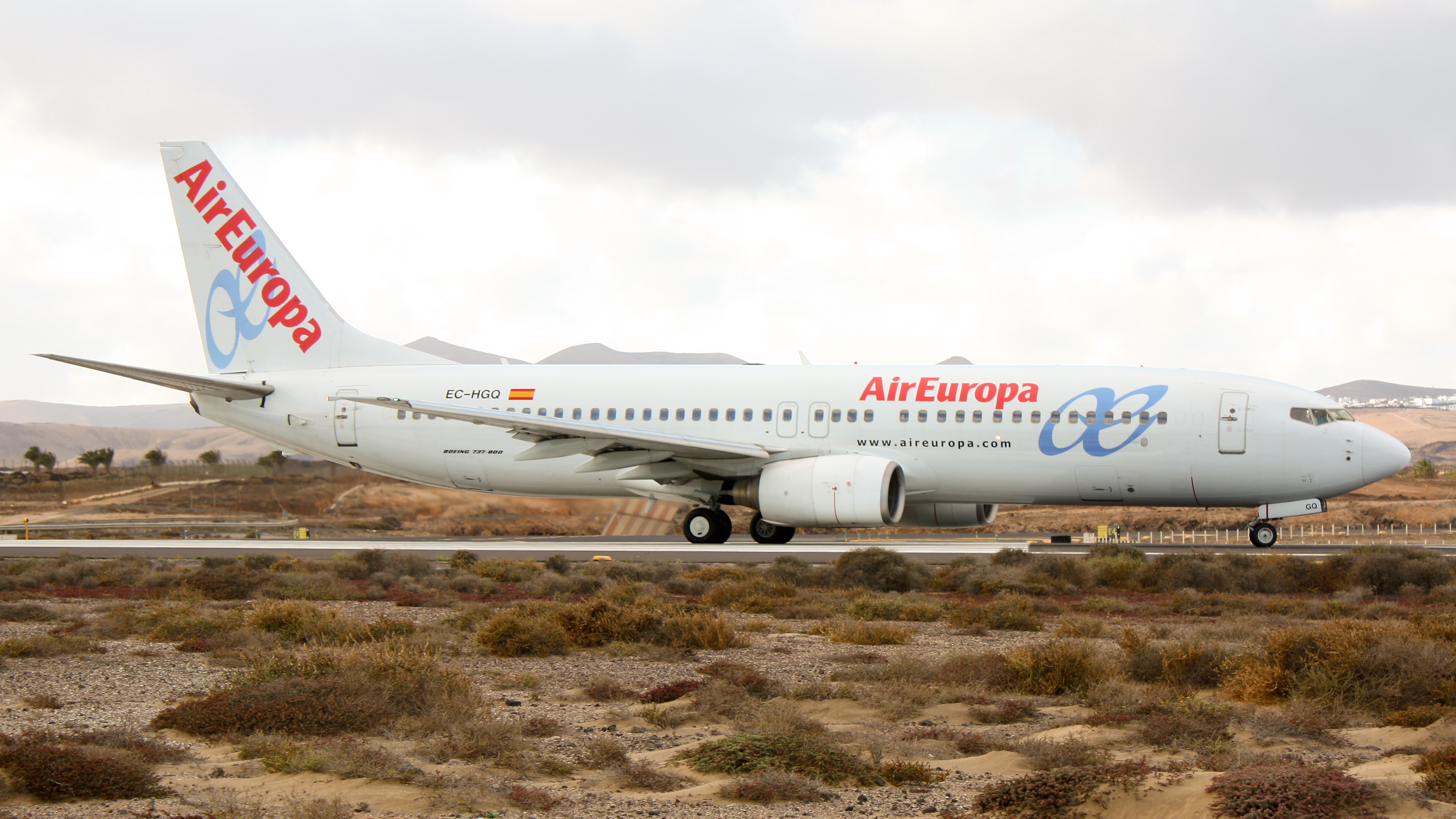
エア・ヨーロッパのボーイング737-800
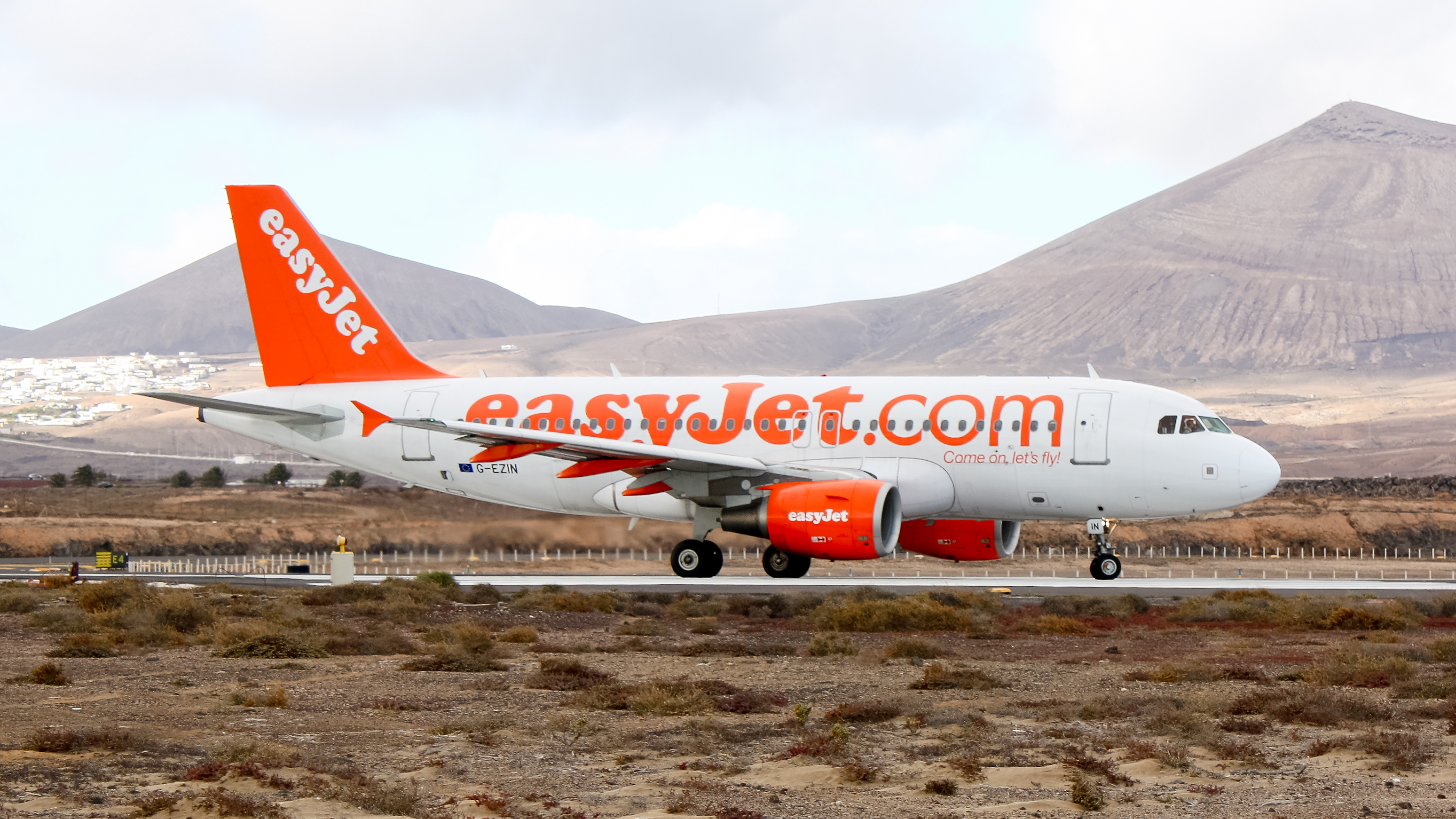
イージージェットのエアバスA319-100
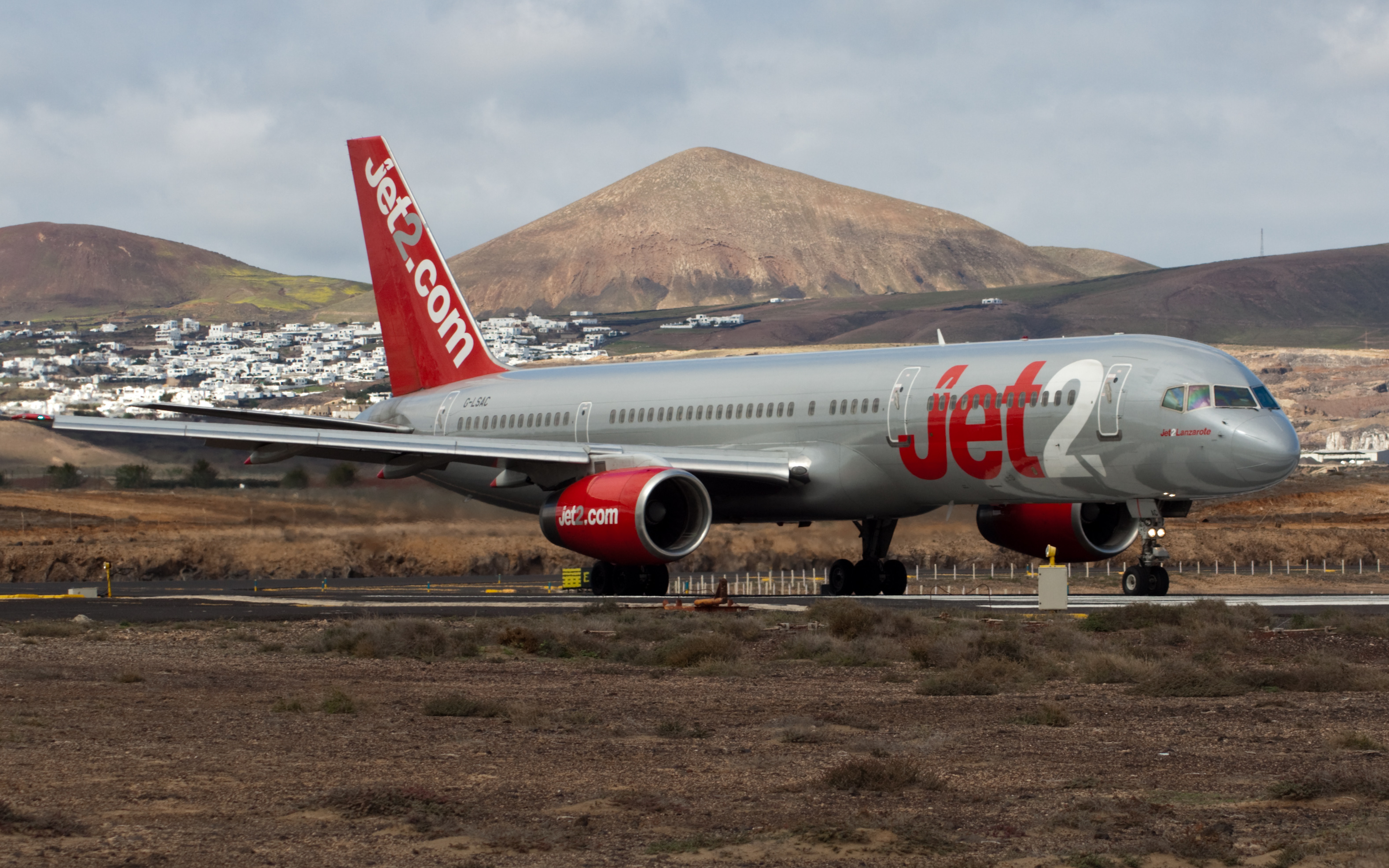
ジェット2のボーイング757-200
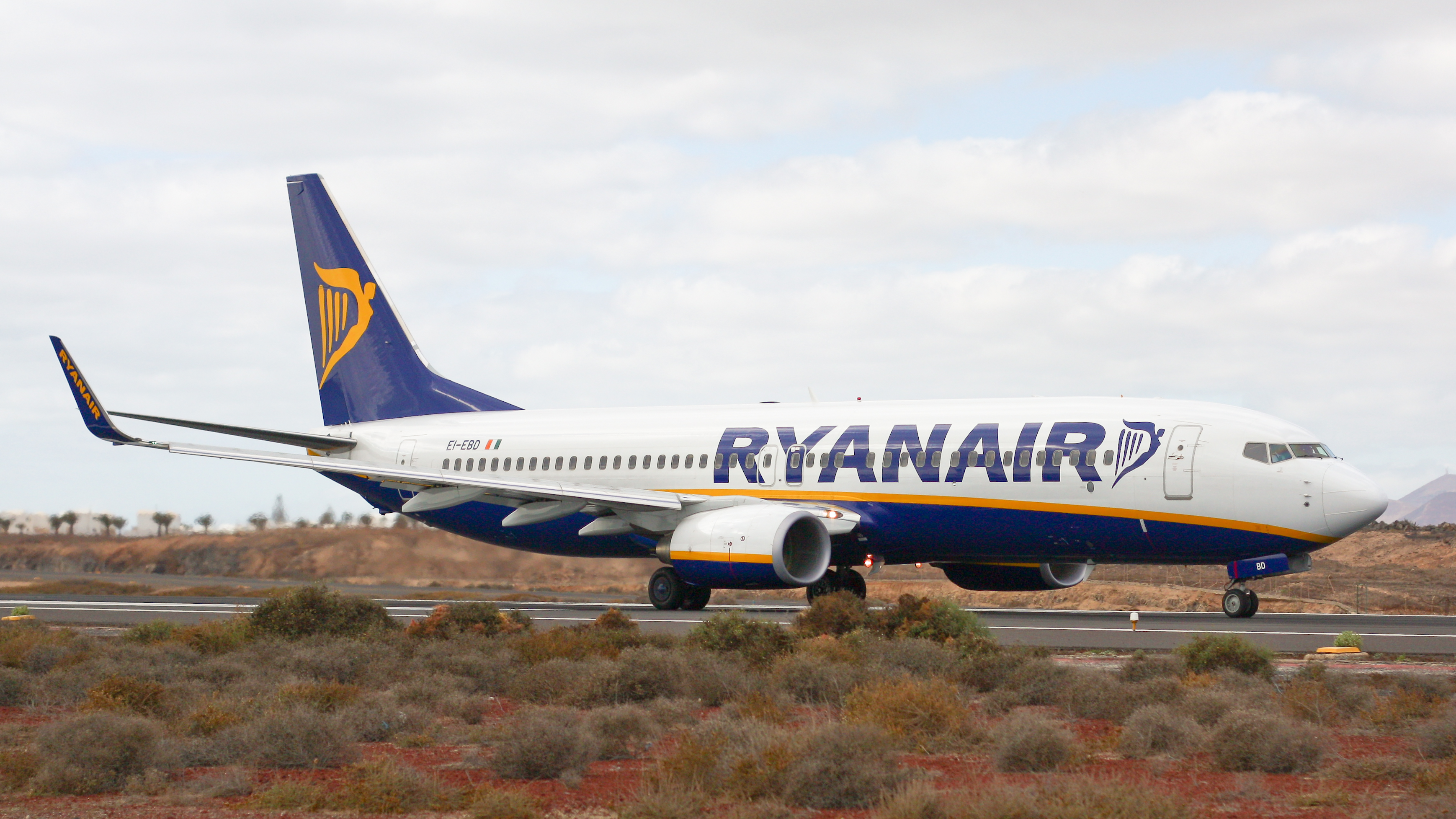
ライアンエアーのボーイング737-800

## 統計
|                  |
| 2014年3月2日更新 |

| 年                     | 旅客数    | 発着便数 | 貨物（トン） |
| ---------------------- | --------- | -------- | ------------ |
| 2000                   | 5,002,551 | 44,814   | 6,403        |
| 2001                   | 5,079,790 | 43,368   | 7,134        |
| 2002                   | 5,123,574 | 45,050   | 7,201        |
| 2003                   | 5,383,426 | 47,667   | 7,492        |
| 2004                   | 5,517,136 | 48,446   | 7,996        |
| 2005                   | 5,467,499 | 47,158   | 6,629        |
| 2006                   | 5,626,087 | 50,172   | 6,113        |
| 2007                   | 5,625,580 | 52,968   | 5,784        |
| 2008                   | 5,438,178 | 53,375   | 5,429        |
| 2009                   | 4,701,669 | 42,915   | 4,146        |
| 2010                   | 4,938,632 | 46,668   | 3,787        |
| 2011                   | 5,543,744 | 49,675   | 2,873        |
| 2012                   | 5,168,775 | 44,787   | 2,108        |
| 2013                   | 5,334,598 | 44,259   | 2,081        |
| 出典 : Aena Statistics |           |          |              |